# シュトゥルーデル

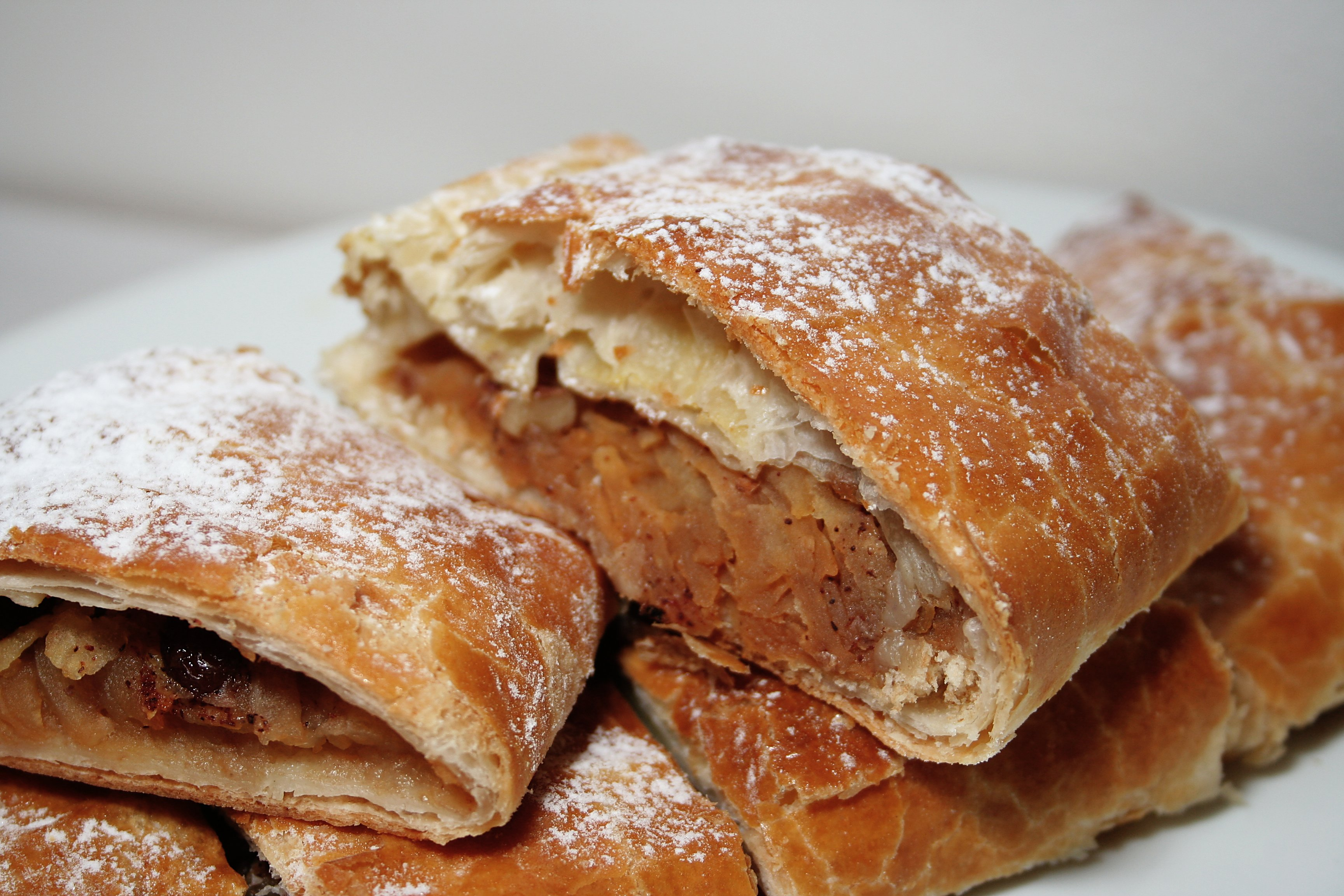
アプフェルシュトゥルーデル

シュトゥルーデル（独: Strudel）は、詰め物を幾層にも巻く甘い菓子であり、クリームを添えて供されることが多い。18世紀にハプスブルク君主国中で知られるようになり人気を得た。
シュトゥルーデルはオーストリア料理と最も結びついているが、以前のオーストリア＝ハンガリー帝国に属するこの地域全体の伝統的な菓子である。
国外ではあまり知られていないが、特に肉や野菜をくるんだものは粉の食事（Mehlspeise）とも呼ばれ、その名の通りそれだけで立派な食事として扱われることも多い。
最も古いシュトゥルーデルのレシピは1696年の手書きのレシピであり、ウィーン市立図書館が所蔵する。この菓子は東ローマ帝国または中東の菓子と類似した起源を持つ（バクラヴァおよびトルコ料理参照）。それがクロアチアとボスニア経由でオーストリアの食卓に持ち込まれているため、ブレクからの派生といえる。
他にもイタリアのピザ生地の元になった等、様々な菓子や料理の元であるという説がいくつもある。

## 語源
「Strudel」というドイツ語の名前は、中世ドイツ語で「渦」や「渦巻き」を意味する語の派生である。
英語の「Strudel」は、ではドイツからの借用語である。ハンガリーではレーテシュ（Rétes）、スロベニアではシュトルデリ（štrudelj）またはザヴィテク（zavitek）、チェコではザーヴィン（závin）またはシュトルードル（štrúdl）、スロバキアではザーヴィン（závin）またはシュトルードラ（štrúdľa）、ルーマニアではシュトルデル（ștrudel）、クロアチアではシュトルドラ（štrudla）またはサヴィヤチャ（savijača）と呼ばれる。シュトゥルーデルは、ブラジル南部、ボスニア・ヘルツェゴビナおよび他の旧ユーゴスラビア各国でも人気である。

## ペイストリー

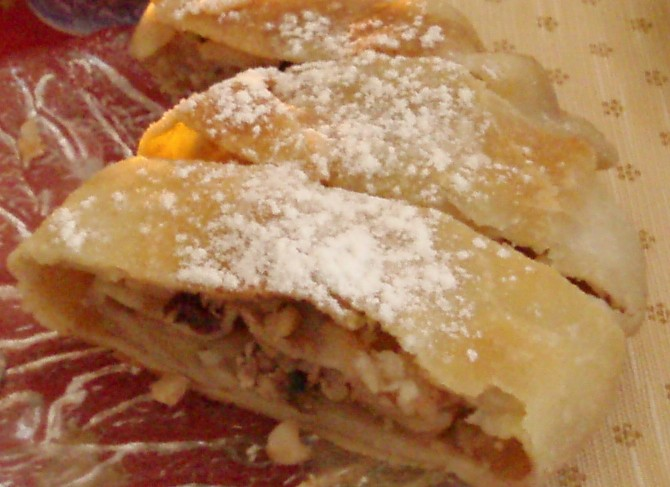
アプフェルシュトゥルーデル

最も有名なシュトゥルーデルの種類はアプフェルシュトゥルーデル（ドイツ語で、リンゴのシュトゥルーデル）およびトプフェンシュトゥルーデル（クワルクチーズ（バイエルン語でトプフェンと呼ばれる）で作る）である。他には、サワーチェリー（ヴァイクセルシュトゥルーデル、Weichselstrudel）、サクランボとケシの実のシュトゥルーデル（モーンシュトレン、Mohnstrudel）や干しブドウがある。また女帝マリア・テレジアが愛したミルヒラーム・シュトゥルーデル（ミルクとフレッシュチーズのシュトゥルーデル）もオーストリアでは好まれている。
ホウレンソウ、キャベツ、カボチャ、ザワークラウトが具の塩味のシュトゥルーデルもある。
伝統的なオーストリアのシュトゥルーデルの菓子は、世界の他の地域で供されるシュトゥルーデルのフィロやパフ・ペイストリー(en)とは異なる。伝統的なシュトゥルーデルの菓子生地はとても弾力がある。グルテン成分を多く含む穀粉、卵、水とバターで作り、砂糖は加えない。次に生地をねかせて活性化させ、手作業で非常に薄く押しのばす。厳密には、それをすかして新聞を読めるほどの薄さであるとの逸話もある。伝説では、オーストリア皇帝の料理人が完全主義者であり、それを通じてラブレターを読むことができたと言われている。薄い生地は布巾の上にひろげられ、詰め物をその上に塗る。上に詰め物を乗せた生地を布巾を使って丁寧に巻いて、オーブンで焼く。

## 米国

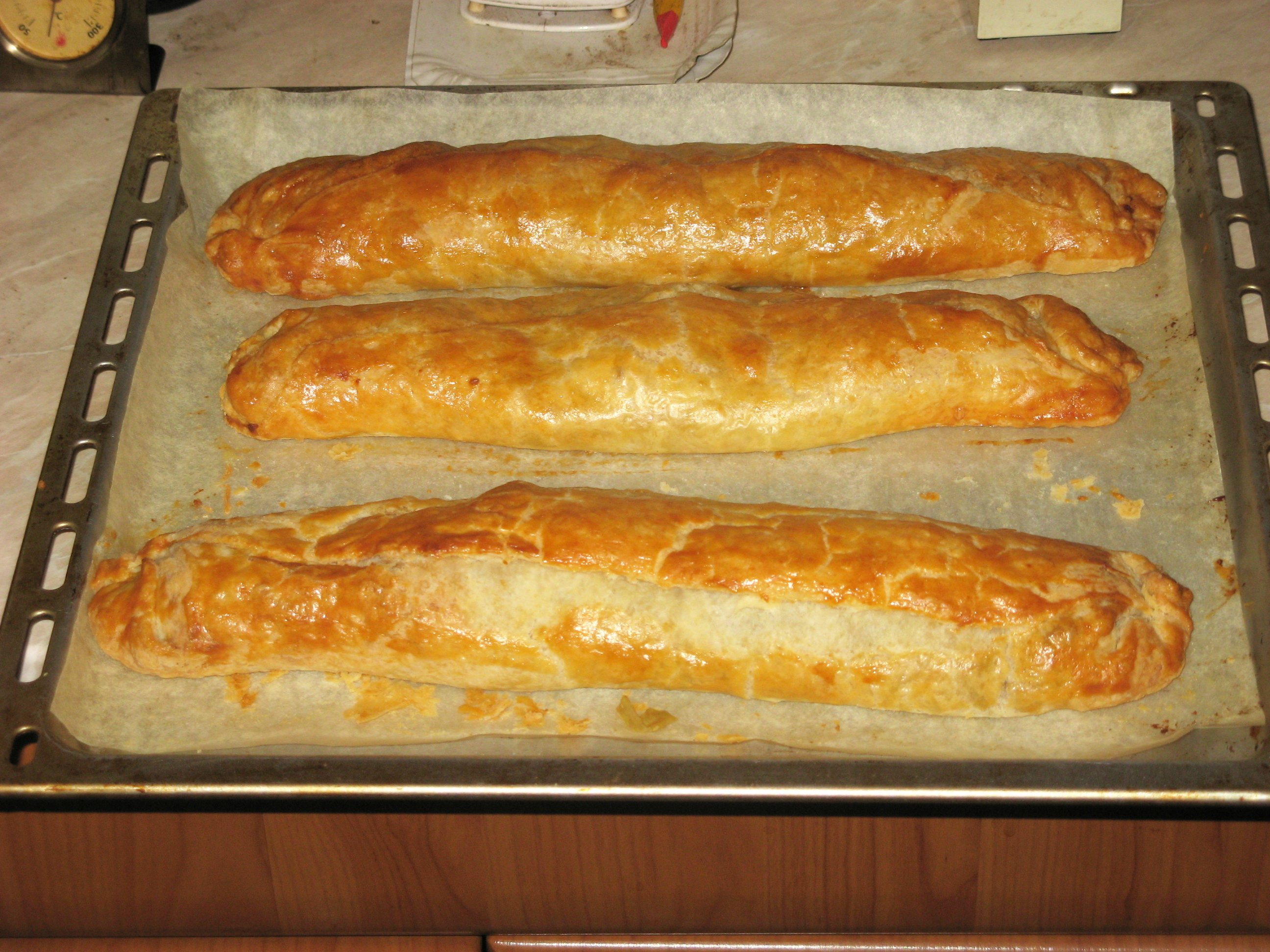
オーブンで焼いたシュトゥルーデル

アメリカのピルスベリー社 (Pillsbury Company) は、Toaster Strudelというシュトゥルーデルの一種を販売している。ポップ・ターツ（ケロッグ社製品のトースター・ペイストリーで、2層の薄い菓子の皮の間に詰め物が詰まっている）と類似している。
2003年に、シュトゥルーデルは（ソパピーヤ (Sopaipilla) と共に）テキサスの公式な菓子となった。

## イスラエル
1920年代から1930年代の中央ヨーロッパからの多数の移民により、シュトゥルーデルはイスラエル料理の一部となり、ヘブライ語にとりいれられた（שטרודל）。
電子メールの普及に伴い、単価記号（@）はヘブライ語で俗に「シュトゥルーデル」（שטרודל）というようになった。